# Arte contemporáneo y moderno de Irán
Para el arte de Irán hasta 1925, véase arte persa.

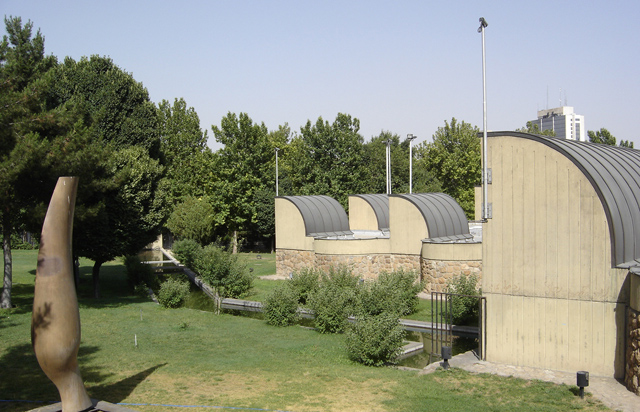
El museo de arte contemporáneo de Teherán tiene un jardín de esculturas adyacente al parque Laleh.

El arte en Irán a partir del año 1925 ejemplifica la regla según la cual las condiciones económicas, políticas y sociales desempeñan un papel principal en el surgir de nuevas corrientes y estilos artísticos. 
En 1925, Reza Jan depuso al último sah de la dinastía Kayar, inaugurando la dinastía Pahlaví. En Irán, el desarrollo social y político de los años 1940 alteraron radicalmente la evolución de las artes plásticas en este país y modificó por completo su tendencia. El movimiento artístico moderno en Irán tiene su génesis a finales de los cuarenta y principios de los cincuenta. Fue el período posterior a la muerte del famoso pintor persa, Kamal-ol-molk (1852–1940) y así simbólicamente ponía fin a una rígida adherencia a la pintura académica.
La inauguración, en 1949, de la Galería Apadana en Teherán por Mahmoud Javadipour y otros colegas, y la emergencia de artistas como Marcos Grigorian en los cincuenta, firmó un compromiso a la creación de una forma de arte moderno fundamentado en Irán.
El régimen bipartidista fue derogado por el Sha en 1975, creándose el Rastakhiz, único partido legal. En 1977, se inauguró el Museo de arte contemporáneo de Teherán, que presume de una importante colección tanto de artistas occidentales como iraníes. Las contradicciones culturales y los antagonismos sociales provocaron una insurrección general en 1978; el Sha se exilió y su régimen fue sustituido por una República islámica.

## Pervivencia de lo tradicional
En Irán perduran artesanías tradicionales, como la fabricación de alfombras. Aún tiene un papel importante en la economía del moderno Irán. De los dos millones de comerciantes de Irán, 1,2 millones son tejedores que producen la mayor cantidad de alfombras hechas a mano del mundo. Irán exportó alfombras por valor de 517 millones de dólares en 2002. La producción moderna se caracteriza por la recuperación del tinte tradicional con tintes naturales, la reintroducción de patrones tribales tradicionales, pero también por la invención de diseños modernos e innovadores, tejidos en una técnica que tiene siglos de antigüedad. Las alfombras y tapetes iraníes, tejidos a mano, son considerados objetos de alto valor artístico y utilitario, y prestigio desde la primera vez que se mencionaron por los escritores griegos, hasta la actualidad. 
En el año 2010, la UNESCO inscribió las "habilidades tradicionales del tejido de alfombras" en Fārs y Kashan en la Lista del patrimonio cultural inmaterial de la Humanidad.

## Literatura
Entre los nombres de autores contemporáneos cabe citar al poeta Surida de Siraz (m. 1926) y a Malik al-Su'ara Bahar (m. 1951). Sadiq Hidayat (m. 1950) ha sido el maestro de toda la joven generación realista moderna.

## Artes plásticas
A principios del siglo XX los artistas especialmente pintores, se preocuparon por revalorizar y aunar los elementos propios del arte iranio con las tendencias contemporáneas.

## Fabricación de oro y plata
La fabricación de oro y plata en Irán es una de las industrias más importantes de Oriente Medio. La fabricación de plata es la industria más antigua de Irán y se remonta al período aqueménida (hace 2500 años).

## Cine
Con 300 premios internacionales en los últimos veinticinco años, las películas iraniés son valoradas en todo el globo. Algunos de los mejores directores iraníes son Abbas Kiarostami, Mohsen Makhmalbaf y Majid Majidi.

## Artistas notables en el arte moderno iraní
| - Abbas (fotógrafo) - Reza Abedini, ganador del premio Príncipe Claus (2006) - Shirin Aliabadi - Bahram Alivandi - Ali Akbar Sadeghi - Aydin Aghdashloo - Massoud Arabshahi - Kamrooz Aram - Siah Armajani - Morteza Avini - Jamal Bakhshpour - Abbas Katouzian - Reza Deghati - Shahram Entekhabi - Rokni Haerizadeh - Monir Shahroudy Farmanfarmaian - Mahmoud Farshchian - Parastou Forouhar - Shadi Ghadirian - Behrouz Gharibpour, ganador del premio Hans Christian Andersen (2002) - Kaveh Golestan - Barbad Golshiri - Marcos Grigorian - Javad Hamidi - Maryam Hashemi - Khosrow Hassanzadeh - Taraneh Hemami - Shirazeh Houshiary, nominado al premio Turner | - Pouran Jinchi - Y. Z. Kami - Iman Maleki, pintor realista - Sanaz Mazinani, - Mohsen Modiri, pintura moderna - Morteza Momayez - Farhad Moshiri - Shirin Neshat - Nicky Nodjoumi - Mina Nouri pintor, impresor - Hossein Nuri pintor, dramaturgo, cineasta - Eric Parnes - Mohammad Radvand - Jalil Rasouli - Freydoon Rassouli - Jahangir Razmi, ganador del premio Pulitzer - Behjat Sadr - Reza Khodadadi - Mehdi Saeedi - Homayoun Salimi - Marjane Satrapi - Mitra Tabrizian - Sara Tamjidi - Parviz Tanavoli - Sadegh Tirafkan - Parya Vatankhah - Mohsen Vaziri-Moghaddam - Alfred Yaghobzadeh - Noureddin Zarrin-Kelk - Hossein Zenderoudi |

## Figuras notables del continente cultural iraní
El arte iraní es compartido entre la gente del continente cultural iraní y no se limita al moderno Irán. Está emergiendo arte moderno en Azerbaiyán, Afganistán, Tayikistán y el Kurdistán iraquí. En Afganistán, Rahraw Omarzad, fundó el Centro para el Arte Contemporáneo de Afganistán (CCAA) en 2004. También, un museo de arte moderno está en vías de construcción en el Kurdistán iraquí. Aquí hay una lista de figuras notables del arte moderno iraní por todo el continente cultural iraní:
- Lida Abdul (Afganistán)
- Sabzaly Sharif (Tayikistán)
- Mirshakarov Akmal (Tayikistán)
- Bekasien Anushervon (Tayikistán)
- Dilorom Shermatova (Tayikistán)
- Hamidova Nargis (Tayikistán)